# Janet Gaynor
Janet Gaynor, pseudonimo di Laura Augusta Gainor (Filadelfia, 6 ottobre 1906 – Palm Springs, 14 settembre 1984), è stata un'attrice statunitense.

## Biografia
Nata Laura Augusta Gainor,  era la seconda figlia di Laura Buhl e Frank De Witt Gainor. Da bambina veniva soprannominata "Lolly".
Nel 1926 vinse l'edizione di quell'anno del premio WAMPAS Baby Stars, un'iniziativa pubblicitaria promossa negli Stati Uniti dalla Western Association of Motion Picture Advertisers che premiava ogni anno tredici ragazze giudicate pronte ad iniziare una brillante carriera nel cinema.
È stata la prima attrice a vincere il premio Oscar nel 1929 grazie alle sue interpretazioni in Settimo cielo, L'angelo della strada e Aurora.
Negli anni trenta Walt Disney si ispirò al suo volto per la figura di Biancaneve.

## Filmografia

### Cinema
- Young Ideas, regia di Robert F. Hill - non accreditata (1924)
- The Plastic Age, regia di Wesley Ruggles - non accreditata (1925)
- The Man in the Saddle, regia di Lynn Reynolds e Clifford Smith - non accreditata (1926)
- The Johnstown Flood, regia di Irving Cummings (1926)
- La corsa a ostacoli di Shamrock (The Shamrock Handicap), regia di John Ford (1926)
- Aquile azzurre (The Blue Eagle) (1926)
- The Midnight Kiss, regia di Irving Cummings (1926)
- The Return of Peter Grimm, regia di Victor Schertzinger (1926)
- Settimo cielo (Seventh Heaven), regia di Frank Borzage (1927)
- Il mercante di cavalli (The Horse Trader), regia di William Wyler - non accreditata (1927)
- Two Girls Wanted, regia di Alfred E. Green (1927)
- Aurora (Sunrise: A Song of Two Humans), regia di Friedrich Wilhelm Murnau (1927)
- L'angelo della strada (Street Angel), regia di Frank Borzage (1928)
- I quattro diavoli (4 Devils), regia di Friedrich Wilhelm Murnau (1928)
- La stella della fortuna (Lucky Star), regia di Frank Borzage (1929)
- La veglia della fiamma (Christina), regia di William K. Howard (1929)
- Il sorriso della vita (Sunnyside Up), regia di David Butler (1929)
- Giorni felici (Happy Days), regia di Benjamin Stoloff (1929)
- Un sogno che vive (High Society Blues), regia di David Butler (1930)
- Rinascita (The Man Who Came Back), regia di Raoul Walsh (1931)
- Papà Gambalunga (Daddy Long Legs), regia di Alfred Santell (1931)
- La casetta sulla spiaggia (Merely Mary Ann), regia di Henry King (1931)
- La piccola emigrante (Delicious), regia di David Butler (1931)
- Il primo anno (The First Year), regia di William K. Howard (1932)
- La madonnina del porto (Tess of the Storm Country), regia di Alfred Santell (1932)
- Montagne russe (State Fair), regia di Henry King (1933)
- La principessa innamorata (Adorable), regia di William Dieterle (1933)
- Adorabile (Paddy the Next Best Thing), regia di Harry Lachman (1933)
- Joanna (Carolina), regia di Henry King (1934)
- Primo amore (Change of Heart), regia di John G. Blystone (1934)
- Chiaro di luna (Servants'Entrance), regia di Frank Lloyd e Walt Disney (1934)
- Ritornerà primavera (One More Spring), regia di Henry King (1935)
- The Farmer Takes a Wife, regia di Victor Fleming (1935)
- La provinciale (Small Town Girl), regia di William A. Wellman (1936)
- Ragazze innamorate (Ladies in Love), regia di Edward H. Griffith (1936)
- È nata una stella (A Star Is Born), regia di William A. Wellman (1937)
- Three Loves Has Nancy, regia di Richard Thorpe (1938)
- 4 in paradiso (The Young in Heart), regia di Richard Wallace (1938)
- La donna del sogno (Bernardine), regia di Henry Levin (1957)

### Televisione
- General Electric Theater – serie TV, episodio 7x27 (1959)
- Love Boat (The Love Boat) – serie TV, episodio 4x12 (1981)

## Teatro
- The Midnight Sun, di Joseph Hayes, regia di John Frankenheimer. Yale Repertory Theatre di New Haven (1959)
- Harold et Maude, di Colin Higgins, regia di Robert Lewis. Martin Beck Theatre di Broadway (1980)

## Riconoscimenti
- Premio Oscar
  - 1929 – Miglior attrice per Aurora, L'angelo della strada e Settimo cielo
  - 1938 – Candidatura alla miglior attrice per È nata una stella
- WAMPAS Baby Stars
  - 1926 – Vincitrice del premio

## Doppiatrici italiane
- Franca Dominici in La donna del sogno
- Franca D'Amato in È nata una stella (ridoppiaggio)[2]